# Jasveen Sangha
Jasveen Sangha (Regne Unit, agost de 1983), anomenada "la reina de la ketamina", és una membre de la jet-set i narcotraficant britànica i estatunidenca. Es va fer famosa internacionalment a l'agost del 2024 a conseqüència de la mort de l'actor canadenc Matthew Perry (cèlebre mundialment pel seu paper de Chandler Bing a la sèrie Friends) ja que és acusada d'haver-li venut el lot de ketamina que el va matar el 28 d'octubre del 2023.

## Biografia
Jasveen Sangha nasqué al Regne Unit el 1983. Es va criar tanmateix als Estats Units i d'ençà de la seva joventut viu a Califòrnia. Després de fer els seus estudis secundaris a la Calabasas High School, va estudiar a la Universitat de Califòrnia a Irvine i el 2005 s'hi va diplomar en ciències socials. Posteriorment treballà per la companyia financera estatunidenca Merrill Lynch. Més endavant, el 2010, se'n tornà cap al Regne Unit on es va graduar amb un MBA a la Hult International Business School de Londres.
Al març del 2024, Jasveen Sangha ja havia estat detinguda en un afer federal sota l'acusació de ser "una gran traficant de drogues". Fou alliberada després de pagar una fiança de 100.000 dòlars. Va ser arrestada de bell nou el 16 d'agost del 2024 i acusada aquesta vegada de la mort de Matthew Perry, juntament amb quatre altres persones, entre els quals Salvador Plasencia, un metge de Santa Monica, Marc Chavez, un metge de San Diego i l'assistent personal de l'actor, Kenneth Iwamasa.
La "reina de la ketamina" es va declarar innocent aleshores; amb tot el jutge va decidir de detenir-la sense fiança, suposant que podia existir algun risc de fugida.
Segons els fiscals, Sangha hauria estat subministrant ketamina des de casa seua almenys d'ençà del 2019. Un d'aquests va descriure la casa que Sangha té a Los Angeles com un "empori de venda de drogues". Arran de l'escorcoll de la casa de la narcotraficant es van trobar 79 vials de ketamina, tres lliures de pastilles taronja que contenien metamfetamina, bolets al·lucinògens i també cocaïna. També se l'acusa de la mort de Cody McLaury, un jove de 31 anys que va morir a l'agost del 2019 després d'injectar-se la ketamina que havia comprat a Sangha.